# Celina debilis
Celina debilis är en skalbaggsart som beskrevs av Sharp 1882. Celina debilis ingår i släktet Celina och familjen dykare. Inga underarter finns listade i Catalogue of Life.